# Skyscraper
Pour les articles homonymes, voir Skyscraper (homonymie).
Singles de Demi Lovato
Remember December Give Your Heart A Break
Pistes de Unbroken
Give Your Heart A Break In Real Life
Skyscraper est une chanson de Demi Lovato qui est le premier single officiel de son troisième album, Unbroken sorti le 14 juillet 2011.
Elle est reprise en 2013 par la chanteuse anglaise Sam Bailey, vainqueur du télé-crochet The X Factor, et se classe en tête des ventes au Royaume-Uni.

## Réalisation et composition
La chanson a été inspirée par une image que Kerli a trouvé sur internet. Cette image illustrait l'apocalypse ; le monde n'existait plus mais un gratte-ciel était toujours debout. Demi a enregistré la chanson en 2010 avant qu'elle ne se fasse soigner pour sa dépression et ses troubles alimentaires. Elle a pensé réenregistrer la chanson mais a tout de même décidé de garder cette version pour l'album qu'elle considère comme plus authentique. Une version en espagnol a spécialement été enregistrée sous le nom de Rascacielo et a été produite par Egar Cortazar.

## RécEption
La chanson a été acclamée par la critique. Bill Lamb de About.com a donné quatre et demi sur cinq étoiles à la chanson. Lamb a salué la voix de Lovato, l'instrumental et les paroles inspirantes. La critique de Jason Lipshutz de Billboard a été positive, il a fait l'éloge de a gamme vocale de Demi.  Grady Smith de Entertainment Weekly a appelé la chanson "très inspirant".
À la suite de la sortie de la chanson de nombreux artistes ont exprimé leur soutien via Twitter tels que Katy Perry, Selena Gomez, Kelly Clarkson, Ashley Tisdale, Alexz Johnson, Alex Gaskarth du groupe All Time Low, Travis Clark du groupe We the Kings, Timbaland, Kim Kardashian, Abigail Breslin, Eva Longoria, Pete Wentz, Lucy Hale, The Veronicas, Brittany Snow, Jordin Sparks et bien d'autres.

## Clip
Le clip est apparu pour la première fois le 13 juillet 2011 sur E! News et a ensuite été diffusé le lendemain sur Vevo. Pour la mise en scène de la vidéo, on retrouve Demi Lovato en larmes traversant un désert à pieds nus. Le clip a été salué par la critique,.

## Récompenses et nominations
| Année | Prix                     | Nomination                    | Résultat   |
| ----- | ------------------------ | ----------------------------- | ---------- |
| 2011  | Teen Choice Awards       | Chanson de l'été              | Lauréat    |
| 2011  | J-14's Teen Icon Awards  | Chanson Iconic                | Lauréat    |
| 2011  | Youth Rock Awards        | Clip de l'année               | Lauréat    |
| 2011  | Capricho Awards          | Meilleur clip international   | Lauréat    |
| 2011  | Hollywoodlife Awards     | Chanson la plus inspirante    | Lauréat    |
| 2012  | Hollywood Teen TV Awards | Clip de l'année               | Nomination |
| 2012  | Poptastic Awards         | Poptastic chanson             | Lauréat    |
| 2012  | Poptastic Awards         | Poptastic clip                | Lauréat    |
| 2012  | MTV Video Music Awards   | Meilleur clip avec un message | Lauréat    |

## Liste des pistes
Skyscraper - Single Digital download
1. "Skyscraper" – 3:43
2. "Skyscraper (Instrumental)" – 3:39

Rascacielo - Digital download
1. "Rascacielo (Skyscraper - Version espagnole)" – 3:42

Personnel
- Demi Lovato - chant
- Jordin Sparks - chœurs
- Toby Gad, Kerli Kõiv and Lindy Robbins - auteurs
- Toby Gad – producteur

## Classements et certifications
| Chart (2011-13)                       | Position |
| ------------------------------------- | -------- |
| Australie (ARIA)                      | 45       |
| Belgique (Ultratip Flanders)          | 44       |
| Brésil (Billboard Hot 100)            | 28       |
| Brésil (Billboard Hot Pop Songs)      | 2        |
| Canada (Canadian Hot 100)             | 18       |
| Danemark (Tracklisten)                | 20       |
| Irlande (IRMA)                        | 15       |
| Finlande (Suomen virallinen lista)    | 12       |
| Allemagne (Media Control Charts)      | 78       |
| Nouvelle-Zélande (Recorded Music NZ)  | 9        |
| Portugal (Billboard)                  | 21       |
| Écosse (Official Charts Company)      | 6        |
| Slovaquie (Rádio Top 100)             | 70       |
| Suisse (Schweizer Hitparade)          | 67       |
| Royaume-Uni (Official Charts Company) | 7        |
| Ukraine (FDR Pop Singles Chart)       | 4        |
| États-Unis (Billboard Hot 100)        | 10       |
| États-Unis (Adult Top 40)             | 27       |
| États-Unis (Mainstream Top 40)        | 33       |

| Chart (2011)                          | Position |
| ------------------------------------- | -------- |
| Brésil (Billboard Hot 100)            | 64       |
| Chart (2012)                          | Position |
| Brésil (Billboard Hot 100)            | 71       |
| Chart (2013)                          | Position |
| Royaume-Uni (Official Charts Company) | 159      |

| Pays                    | Certification | Ventes      |
| ----------------------- | ------------- | ----------- |
| États-Unis (RIAA)       | Platine       | 1 460 000 + |
| Royaume-Uni (BPI)       | Argent        | 200 000 +   |
| Australie (ARIA)        | Or            | 35 000 +    |
| Nouvelle-Zélande (RMNZ) | Or            | 7 500 +     |